# Takashi Utsunomiya
Takashi Utsunomiya (宇都宮隆, Utsunomiya Takashi), né le 25 octobre 1957 à Tachikawa, est un chanteur et acteur japonais. Il est le chanteur du groupe TM NETWORK.